# Ryan Scott (Leichtathlet)
Ryan Scott (* 20. Februar 1987) ist ein britischer Sprinter.
Bei den Leichtathletik-Halleneuropameisterschaften 2007 in Birmingham wurde er im Finale über 60 m disqualifiziert.
2010 siegte er bei den Commonwealth Games in Neu-Delhi mit der englischen Mannschaft in der 4-mal-100-Meter-Staffel.

## Bestzeiten
- 60 m (Halle): 6,59 s, 13. Februar 2008, Peania
- 100 m: 10,20 s, 17. Juli 2008, Loughborough